# Пожорта
Пожорта (рум. Pojorta) — село у повіті Брашов в Румунії. Входить до складу комуни Ліса.
Село розташоване на відстані 174 км на північний захід від Бухареста, 58 км на захід від Брашова.

## Населення
За даними перепису населення 2002 року у селі проживали 149 осіб, з них 148 осіб (99,3%) румунів. Рідною мовою 148 осіб (99,3%) назвали румунську.